# Irresistible
| Оценки критиков         | Оценки критиков |
| Источник                | Оценка          |
| ----------------------- | --------------- |
| Allmusic                | [ 1 ]           |
| BBC Music               | (favorable)     |
| Billboard               | (favorable)     |
| The Daily News          | [ 4 ]           |
| The Dallas Morning News | C               |
| Entertainment Weekly    | D               |
| The Morning Call        | (favorable)     |
| PopMatters              | (unfavorable)   |
| Rolling Stone           | [ 9 ]           |
| Slant Magazine          | [ 10 ]          |

Irresistible — второй студийный альбом американской певицы Джессики Симпсон, выпущенный 25 мая 2001 года на лейбле Columbia Records.

## Об альбоме
В отличие от дебютного альбома Sweet Kisses, в который вошли в основном баллады, Irresistible включает хип-хоп и R&B жанры. Сама Симпсон описывает материал как «Мэрайя Кэри встречается с Бритни Спирс», что указывает на душевность песен, а также их более современное звучание. Лирические темы, рассмотренные в альбоме, включают любовь и горе, сексуальность и чувство собственного достоинства.
Sweet Kisses, который был направлен на более старшую аудиторию, был не очень коммерчески успешен, поэтому Симпсон переосмыслила концепцию своей карьеры. По предложению руководителей лейбла, Симпсон изменила свой образ и песни в Irresistible , решив углубиться в подростковой поп и R&B жанры. После выхода, альбом получил в основном негативные отзывы от критиков, большинство из которых были разочарованы музыкой. Первоначально, диск пользовался коммерческим успехом, дебютировав под номером шесть в Billboard 200. Это был прогресс по сравнению с её предыдущей деятельностью. Альбом был продан тиражом около 850 000 копий в США. Он был сертифицирован золотым в Ассоциации звукозаписывающей индустрии Америки (RIAA), за тираж более 500 000 копий. С другой стороны, альбом не был столь успешным, достигнув 13-го места в чарте Канаде и 40-го в Швеции, Японии и Германии.

## Синглы
С альбома было выпущено два сингла. «Irresistible» был коммерчески успешным, он вошёл в первую двадцатку хит-парадов одиннадцати стран, в том числе занял 11-е место в чарте Великобритании, 15-е в Соединенных Штатах в Billboard Hot 100. За ним последовал «A Little Bit», который не попал в чарты США, но достиг своего пикового положения на 62-м месте в Австралии. В 2001 году она отправилась в свой первый тур под названием DreamChaser Tour в поддержку альбома.

## Список композиций
| №                   | Название                           | Автор(ы)                                                    | Продюсер(ы)                        | Длительность |
| ------------------- | ---------------------------------- | ----------------------------------------------------------- | ---------------------------------- | ------------ |
| 1.                  | «Irresistible»                     | Anders Bagge, Arnthor Birgisson, Pamela Sheyne              | Anders Bagge, Arnthor Birgisson    | 3:13         |
| 2.                  | «A Little Bit»                     | Kara DioGuardi, Steve Morales, David Siegel                 | Steve Morales, Ric Wake            | 3:47         |
| 3.                  | «Forever in Your Eyes»             | Nick Lachey, Rhett Lawrence                                 | Rhett Lawrence                     | 3:38         |
| 4.                  | «There You Were» (с Марком Энтони) | Louis Biancaniello, Sam Watters, Ty Lacy                    | Louis Biancaniello, Sam Watters    | 4:25         |
| 5.                  | «What’s It Gonna Be»               | Kandice Love, Troy Oliver                                   | Cory Rooney, Troy Oliver, Ric Wake | 4:41         |
| 6.                  | «When You Told Me You Loved Me»    | Walter Afanasieff, Billy Mann                               | Walter Afanasieff                  | 3:48         |
| 7.                  | «Hot Like Fire»                    | Cory Rooney                                                 | Cory Rooney                        | 4:17         |
| 8.                  | «Imagination»                      | Fred Jerkins III, LaShawn Daniels, Mischke, Rodney Jerkins  | Rodney Jerkins                     | 4:25         |
| 9.                  | «To Fall in Love Again»            | Nick Lachey, Walter Afanasieff                              | Walter Afanasieff                  | 4:57         |
| 10.                 | «For Your Love»                    | Louis Biancaniello, Sam Watters                             | Louis Biancaniello, Sam Watters    | 4:20         |
| 11.                 | «I Never»                          | Fred Jerkins III, LaShawn Daniels, Rodney Jerkins           | Rodney Jerkins                     | 4:34         |
| 12.                 | «His Eye Is on the Sparrow»        | Lari Goss, Charles Hutchison Gabriel, Civilla Durfee Martin | Cory Rooney                        | 4:37         |
| Общая длительность: | Общая длительность:                | Общая длительность:                                         | Общая длительность:                | 50:43        |

| №   | Название                             | Автор(ы)                                       | Продюсер(ы) | Длительность |
| --- | ------------------------------------ | ---------------------------------------------- | ----------- | ------------ |
| 13. | «Irresistible» (Hex Hector Club Mix) | Anders Bagge, Arnthor Birgisson, Pamela Sheyne | Hex Hector  | 8:53         |

## Позиции в чартах
| Чарт (2001)             | Макс. позиция |
| ----------------------- | ------------- |
| Australian Albums Chart | 81            |
| Austrian Albums Chart   | 58            |
| Canadian Albums Chart   | 13            |
| German Albums Chart     | 34            |
| Japanese Albums Chart   | 24            |
| Swiss Albums Chart      | 15            |
| UK Albums Chart         | 103           |
| US Billboard 200        | 6             |

| Чарт (2001)      | Позиция |
| ---------------- | ------- |
| US Billboard 200 | 171     |

| Регион                | Сертификаты |
| --------------------- | ----------- |
| Канада (Music Canada) | Золотой     |
| США (RIAA)            | Золотой     |